# Alexander Mackenzie (chính trị gia)
Alexander Mackenzie (28 tháng 1 năm 1822 – 17 tháng 4 năm 1892), là chính trị gia người người Canada gốc Scotland giữ chức Thủ tướng Canada từ năm 1873 đến năm 1878.
Mackenzie sinh tại Logierait, Perthshire, Scotland. Ông bỏ học lúc 13 tuổi, sau khi cha ông qua đời, và làm thợ xây đá. Mackenzie di cư sang Canada khi ông 20 tuổi, và cư trú tại Ontario. Công việc xây dựng của ông phát đạt, cho phép ông theo đuổi những sở thích khác – như biên tập báo tiền Cải cách. Mackenzie được bầu vào Cơ quan Lập pháp Tỉnh Canada năm 1861, với tư cách người ủng hộ George Brown.
Năm 1867, Mackenzie được bầu vào Viện Thứ dân Canada đại diện cho Đảng Tự do. Ông trở thành lãnh đạo đảng (và Lãnh đạo Phe đối lập) giữa năm 1873, và kế nhiệm John A. Macdonald làm Thủ tướng ít tháng sau đó, sau khi Macdonald từ chức do hậu quả của Vụ bê bối Thái Bình Dương. Mackenzie và Phe Tự do thắng đa số tại cuộc bầu cử năm 1874. Ông nổi tiếng trong công chúng vì lai lịch khiêm tốn và khuynh hướng dân chủ rõ ràng.
Trên cương vị Thủ tướng, Mackenzie tiếp tục chương trình xây dựng quốc gia đã được khởi đầu từ người tiền nhiệm. Chính phủ của ông đã thành lập Tòa án Tối cao Canada và Đại học Quân sự Hoàng gia Canada, và thành lập Khu Keewatin để quản lý tốt hơn các vùng lãnh thổ ở phía tây mới được mua lại của Canada. Tuy nhiên, nó chỉ đạt một ít tiến bộ trong tuyến đường sắt xuyên lục địa, và đấu tranh và đối phó với hậu quả Cuộc hoảng loạn 1873. Ở cuộc bầu cử 1878, Chính phủ Mackenzie bị thua số phiếu áp đảo. Ông vẫn là Lãnh đạo Đảng Tự do thêm 2 năm nữa, và tiếp tục là Nghị sĩ Quốc hội cho đến khi ông mất do đột quỵ.